# ودعوت (المهرة)

تعديل مصدري - تعديل

ودعوت هي إحدى قرى مديرية المسيلة التابعة لمحافظة المهرة، بلغ تعداد سكانها 43 نسمة حسب تعداد اليمن لعام 2004.